# Teclat virtual

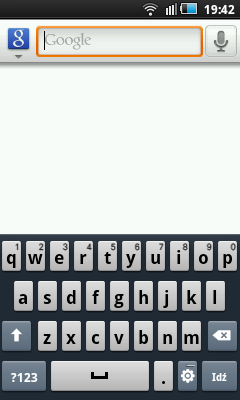
Teclat virtual en un telèfon Android.

Un teclat virtual és un component de programari que permet l'entrada de caràcters sense la necessitat de tecles físiques. La interacció amb el teclat virtual es produeix majoritàriament mitjançant una interfície de pantalla tàctil, però també pot tenir lloc de forma diferent en realitat virtual o augmentada.